# Mangetsu Hanamura
Mangetsu Hanamura (jap. 花村 萬月, Hanamura Mangetsu; eigentl.: Yoshikawa Ichirō; * 5. Februar 1955 in Tokio) ist ein japanischer Schriftsteller.
Hanamura reiste nach dem Abschluss der Mittelschule mit dem Motorrad durch Japan und verdiente mit verschiedenen Jobs seinen Lebensunterhalt. 1989 debütierte er mit dem Roman Goddu bureisu monogatari, für den er den Shōsetsu-Subaru-Preis für junge Schriftsteller erhielt. 1998 wurde er für den Roman Gerumaniumu no yoru, der von Tatsushi Ōmori 2005 verfilmt wurde,  mit dem Akutagawa-Preis ausgezeichnet. 1999 drehte Rokuro Mochizuki einen Film nach seinem Roman  Minazuki.